# Ronald Evans (astronaut)
Ronald Ellwin Evans Jr. (n. 10 noiembrie 1933, St. Francis⁠(d), Kansas, SUA – d. 7 aprilie 1990, Scottsdale, Arizona, SUA) a fost un american ofițer naval și aviator, inginer electrician, inginer aeronautic, astronaut NASA și unul din cei 24 de oameni care au zburat spre Lună . 
Evans a fost selectat ca un astronaut de către NASA în cadrul grupului Astronaut 5 în 1966 și a făcut singurul său zbor în spațiu ca Pilot de comandă la bordul Apollo 17 în decembrie 1972, ultima misiune cu echipaj pe Lună, împreună cu comandantul Eugene Cernan și modulul Lunar Pilotul Harrison Schmitt . În timpul zborului, el a orbit Luna cu un record de 75 de ori  timp ce cei doi colegi ai săi au coborât la suprafață. În consecință, el este ultima persoană care orbitează singur Luna și deține recordul pentru cel mai mult timp petrecut pe orbita lunară la 148 de ore. În 1975, Evans a servit drept pilot de comandă pentru modulul de comandă Apollo-Soyuz . 

## Biografie

### Tinerețe și educație
Evans sa născut la 10 noiembrie 1933, în St. Francis, Kansas, părinții lui Clarence Ellwin Evans (1911-1985) și Marie A. Evans (1913-1992). Avea doi frați, Larry Joe Evans (1935-1951) și Jay Evans. A fost activ în cercetașii americani, unde a obținut cel de-al doilea cel mai înalt rang, Scoutul vieții . A absolvit Liceul Highland Park din Topeka, Kansas în 1951, a obținut diploma de licență în inginerie electrică de la Universitatea din Kansas în 1956 și un masterat în Ingineria Aeronautică de la Școala Navală Postuniversitară din SUA în 1964. A fost membru al Tau Beta Pi, Societatea Sigma Xi și Sigma Nu . 

### Serviciu militar
În iunie 1957 a absolvit antrenamentele de zbor după ce a trecut comisia în calitate de Ensign prin programul ROTC al Marinei la Universitatea din Kansas. După ce a primit aripile aviatorului în 1962, a fost un pilot de vânătoare cu Squadron Fighter 142 ( VF-142 ), care servise pe două croaziere de transport aeronave din Oceanul Pacific, apoi un instructor de zbor de luptă pentru avionul F-8 cu Squadron Fighter 124 VF-124 ).
Din 1964 până în 1966, Evans a fost în serviciul maritim din Pacific, alocat la Squadron Fighter 51 ( VF-51 ), care zboară F-8 Crusader de la transportatorul USS Ticonderoga⁠(en)[traduceți] . În timpul acestei misiuni, el a finisat un turneu de șapte luni de misiune de luptă cu avioane de luptă în războiul din Vietnam . El a fost cu VF-51 când a fost selectat ca astronaut în aprilie 1966.
Evans a înregistrat 5.100 de ore de zbor, inclusiv 4.600 de ore în avioane cu reacție.

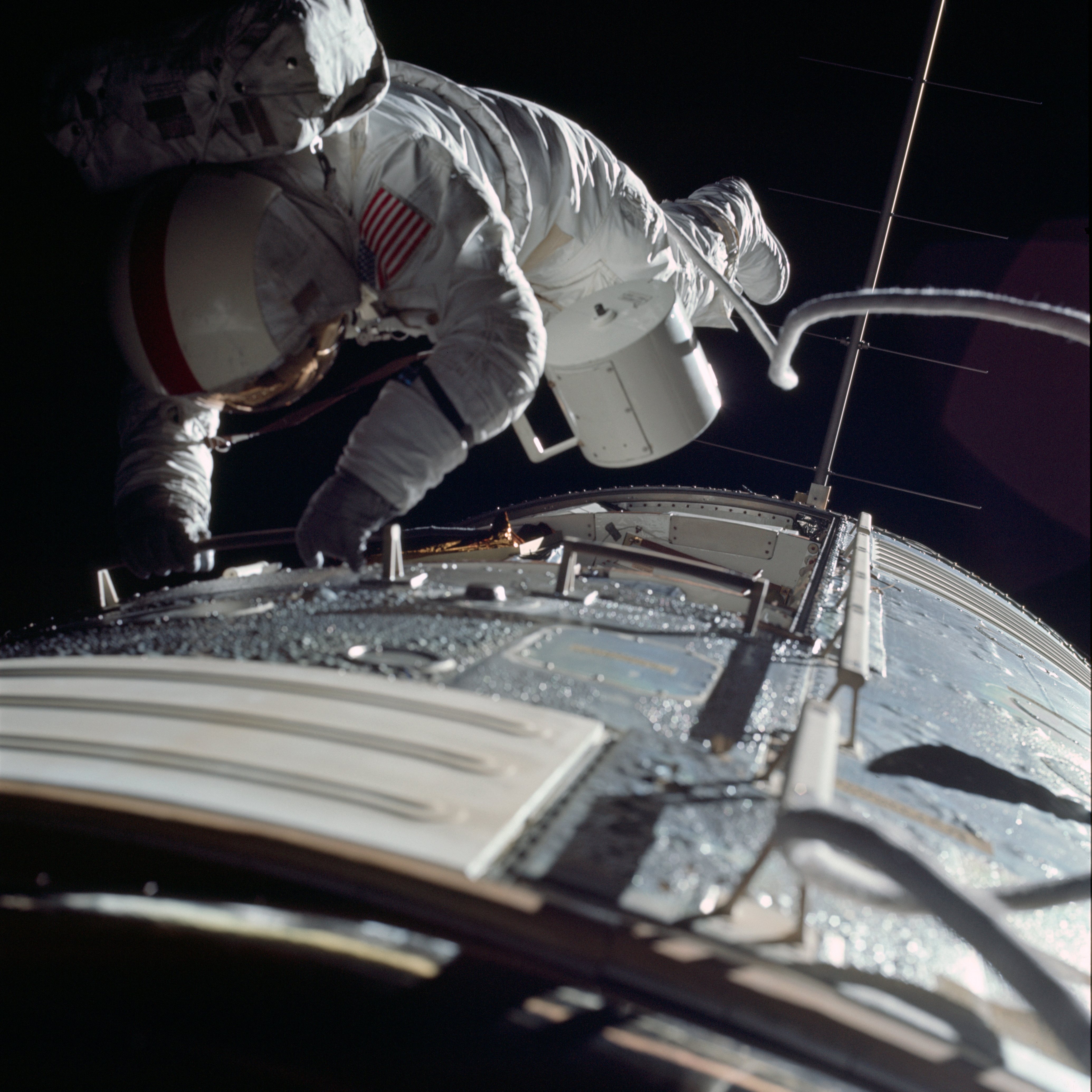
Evans în timpul EVA trans-Pământ pe Apollo 17

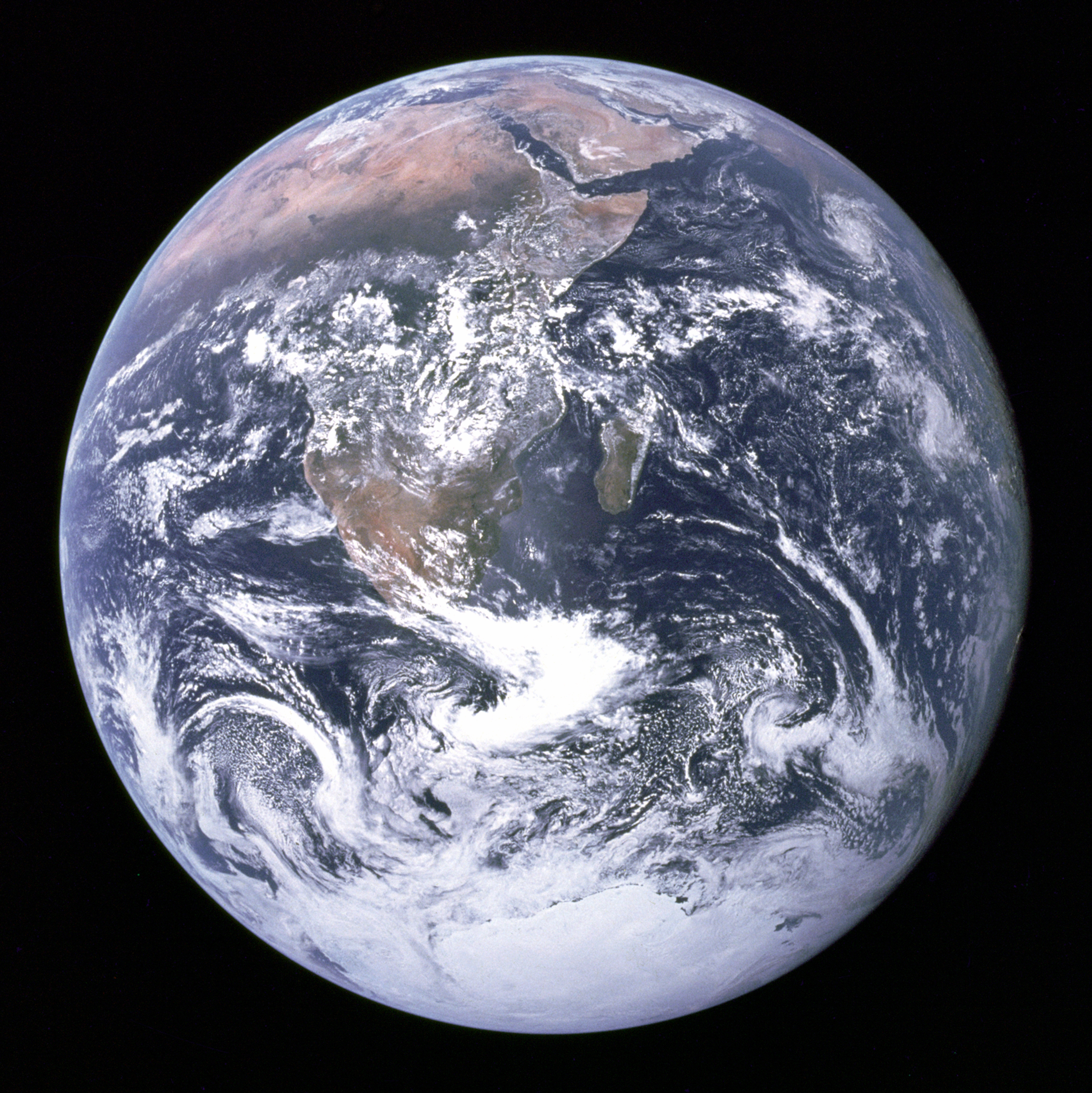
Marmura albastră, o fotografie iconică a Pământului, este creditată celor trei membri ai echipajului Apollo 17.

### Cariera NASA
Evans a fost unul dintre cei 19 astronauti selectați de NASA în aprilie 1966 . A servit ca membru al echipajelor de asistență pentru astronauți pentru zborurile Apollo 7 și Apollo 11 și ca pilot de comandă pentru Apollo 14 .
Singurul avion spațial al lui Evans a fost comandantul modulului de comandă al Apollo 17, ultima misiune programată în SUA pe Lună. El a fost însoțit de Eugene Cernan și Harrison Schmitt . În timp ce Cernan și Schmitt au aselenizat și au lucrat pe Lună în valea Taurus-Littrow, Evans a rămas în orbită lunară la bordul Modulei de Comandă America, îndeplinindu-și sarcinile de lucru desemnate care necesitau observații geologice vizuale, fotografierea manuală a țintelor specifice, de aparate de fotografiat și alte echipamente științifice foarte sofisticate, transportate în compartimentul SIM al modulului de service.
Pe drumul spre Pământ, Evans a finalizat o activitate extravehiculară de o oră și  șase minute, reușind să recupereze cu succes trei casete de camere și să efectueze o inspecție personală a zonei golfului. El a înregistrat 301 ore și 51 de minute în spațiu, 1 oră și 6 minute din care au fost petrecute în activitate extravehiculară. El deține cel mai mult timp petrecut pe orbită lunară : șase zile și patru ore (148 ore).
Evans a fost mai târziu pilot de comandă de pentru proiectul de testare Apollo-Soyuz din 1975 (ASTP).
Evans sa retras din Marina SUA ca căpitan pe 30 aprilie 1976, cu 21 de ani de serviciu și a rămas activ în calitate de astronaut NASA implicat în dezvoltarea programului NASA de navetă spațială. A slujit ca membru al grupului de operațiuni și formare din cadrul Oficiului Astronauților, responsabil pentru fazele de lansare și de ascensiune ale programului de zbor al Spațiului Spațial.

### Mai târziu
Evans sa retras din NASA în martie 1977 pentru a-și desfășura o carieră în industria cărbunelui. Mai târziu, a lucrat cu Western American Energy Corporation în Scottsdale, Arizona și a fost director al Marketingului sistemelor spațiale pentru Sperry Flight Systems. 
El a murit în somn de un atac de cord la Scottsdale, Arizona, la 7 aprilie 1990.